# Ksar Ommarsia
Ksar Ommarsia est un ksar de Tunisie situé à Médenine.

## Localisation
Le ksar est situé dans le centre de Médenine, au voisinage de Ksar Ouled Brahim et de la mosquée Sidi Ali Ben Abid. Il forme un rectangle mesurant 40 mètres sur 70.

## Histoire
Le site est ancien, les premiers ksour de Médenine ayant été construits au début du XIXe siècle, à l'initiative du saint Sidi Ali Ben Abid après son installation dans une grotte sur un site désormais occupé par une mosquée portant son nom. À son apogée en 1930, la ville accueille une agglomération de quelque 25 ksour, la plus grande du pays avec un total de 6 000 ghorfas, avant la démolition de la plupart d'entre eux en 1960.
De nos jours, seuls trois de ces ksour subsistent dont Ksar Ommarsia.
Le 10 janvier 2020, le gouvernement tunisien propose les ksour de Médenine dont Ksar Ommarsia pour un futur classement sur la liste du patrimoine mondial de l'Unesco.

## Aménagement
Le ksar compte environ 120 ghorfas majoritairement réparties sur trois étages même s'il devait originellement en compter davantage.
Ksar Ommarsia a été restauré et des portes garnissent toutes les ghorfas, y compris dans les étages.

Vue du ksar en 1997.
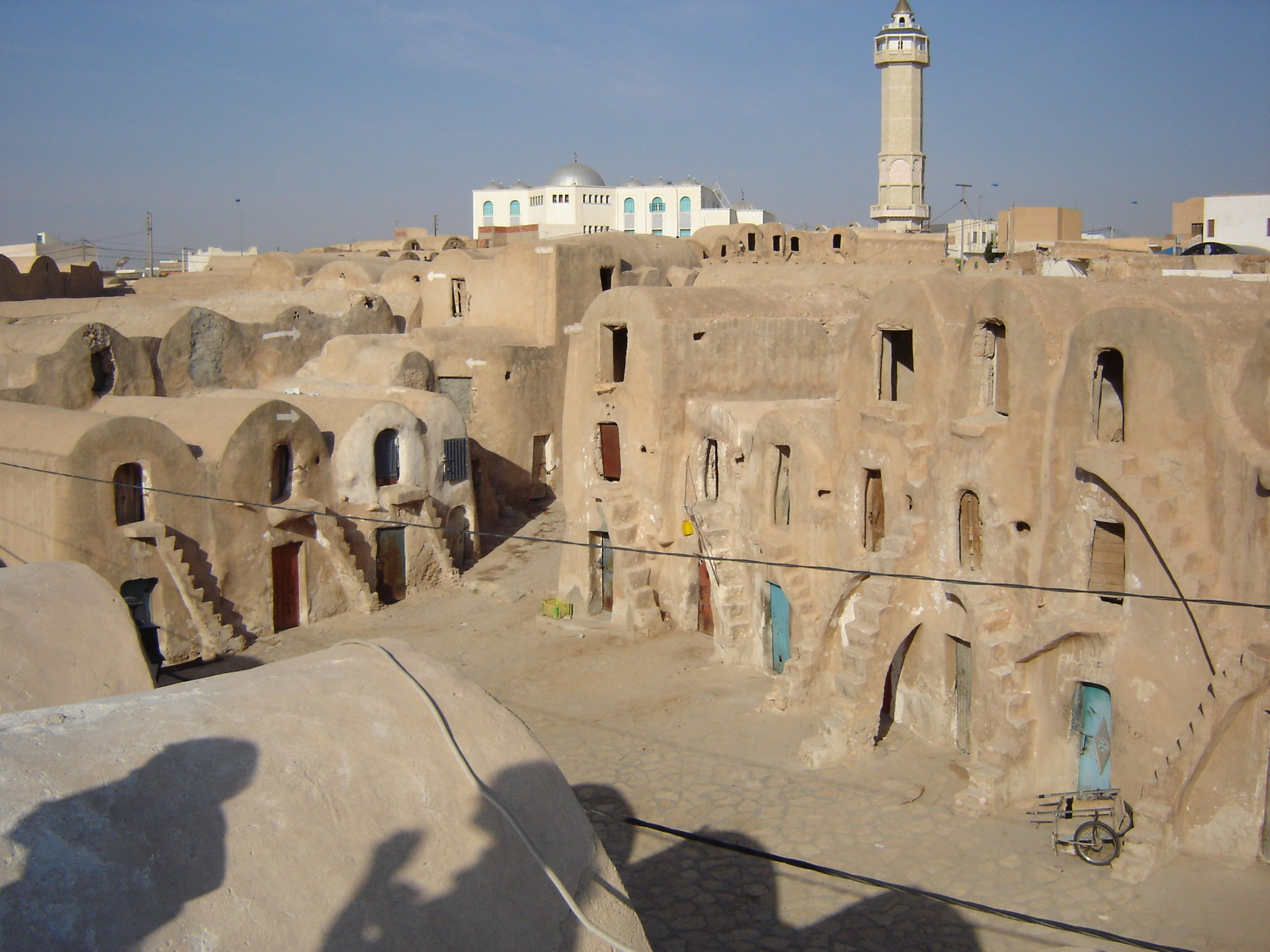
Vue du ksar dominé par le minaret de la mosquée Sidi Ali Ben Abid.
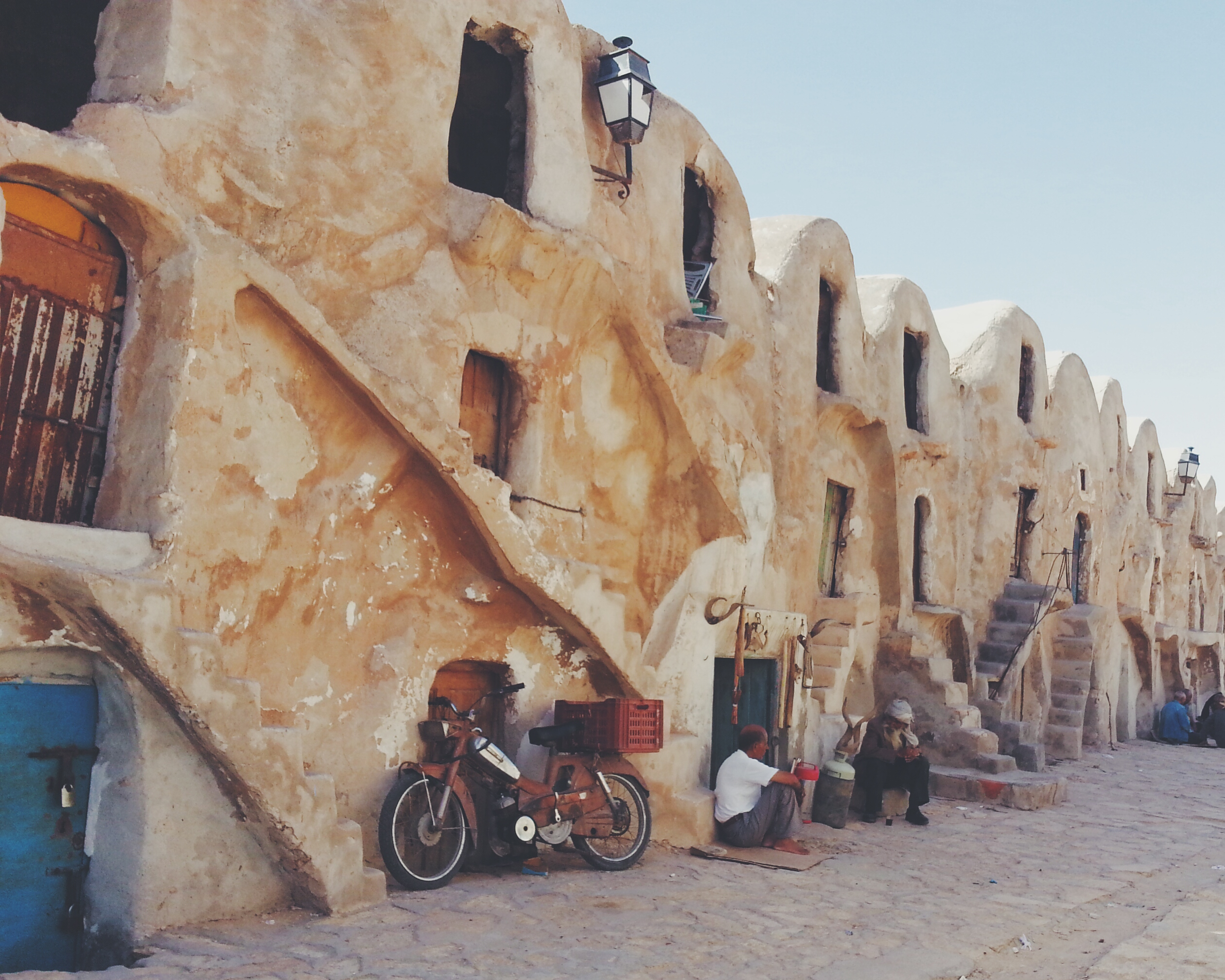
Façade côté sud avec les escaliers menant aux étages.
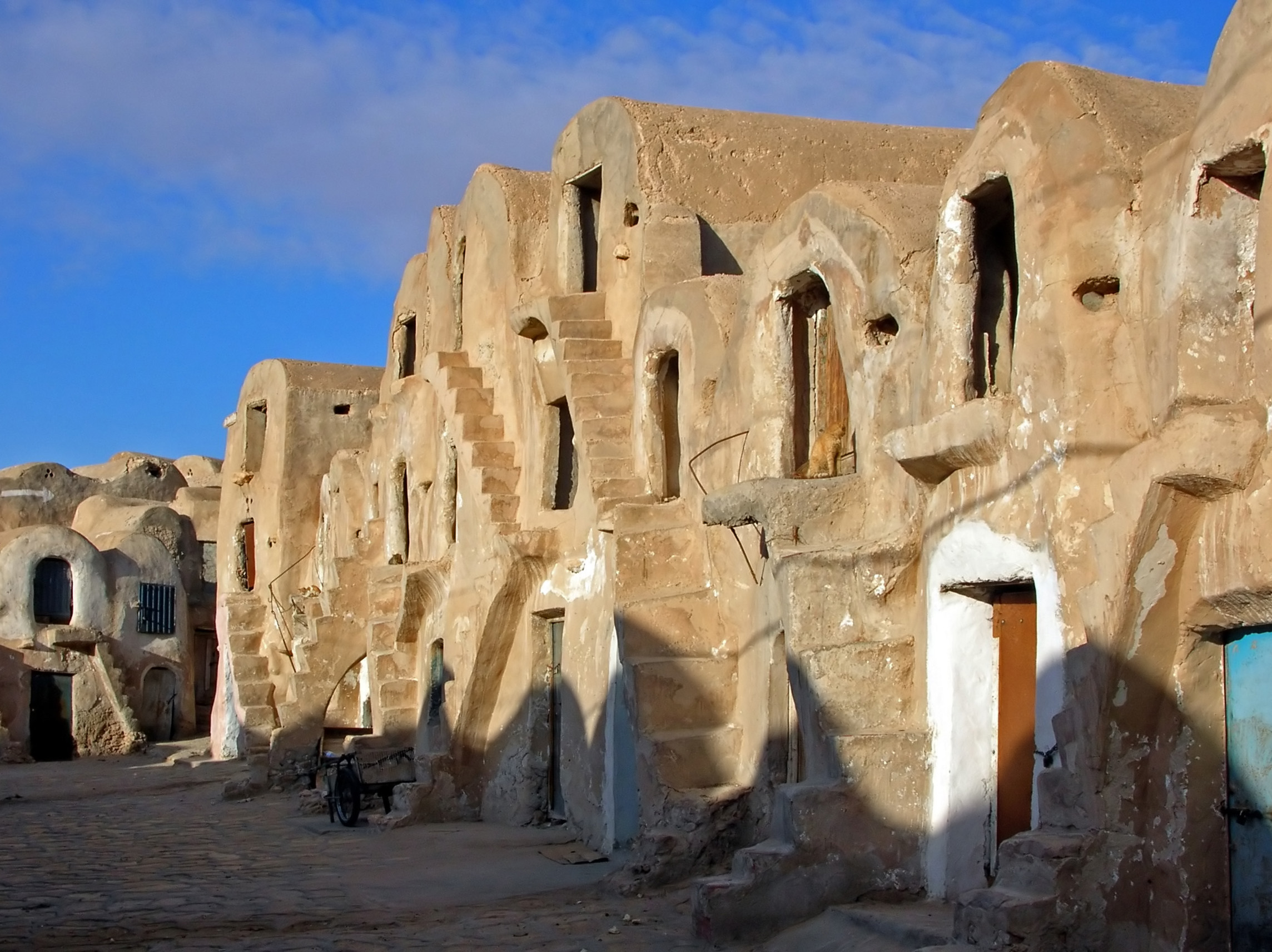
Façade côté nord.

## Utilisation
Le site accueille quelques boutiques destinées aux touristes.